# Olympische Winterspiele 1976/Teilnehmer (Neuseeland)
| Gelbes Symbol für Goldmedaillen mit stilisierten Olympischen Ringen | Graues Symbol für Silbermedaillen mit stilisierten Olympischen Ringen | Braundes Symbol für Bronzemedaillen mit stilisierten Olympischen Ringen |
| ------------------------------------------------------------------- | --------------------------------------------------------------------- | ----------------------------------------------------------------------- |
| —                                                                   | —                                                                     | —                                                                       |

Neuseeland nahm an den Olympischen Winterspielen 1976 im österreichischen Innsbruck mit fünf Sportlern, zwei Frauen und drei Männer, teil. 

## Teilnehmer nach Sportarten

### Ski Alpin
Männer
- Robin Armstrong
Abfahrt: DNF
Riesenslalom: DNF
Slalom: DNF

- Brett Kendall
Abfahrt: Platz 60
Riesenslalom: Platz 44
Slalom: Platz 36

- Stuart Blakely
Abfahrt:Platz 53
Riesenslalom: DNF
Slalom: Platz 35

Frauen
- Sue Gibson
Abfahrt: Platz 38
Riesenslalom: Platz 42
Slalom: Platz 19

- Janet Wells
Riesenslalom: Platz 41